# Muraenichthys philippinensis
Muraenichthys philippinensis är en fiskart som beskrevs av Schultz och Woods, 1949. Muraenichthys philippinensis ingår i släktet Muraenichthys och familjen Ophichthidae. Inga underarter finns listade i Catalogue of Life.